# Wolff Bioscopen

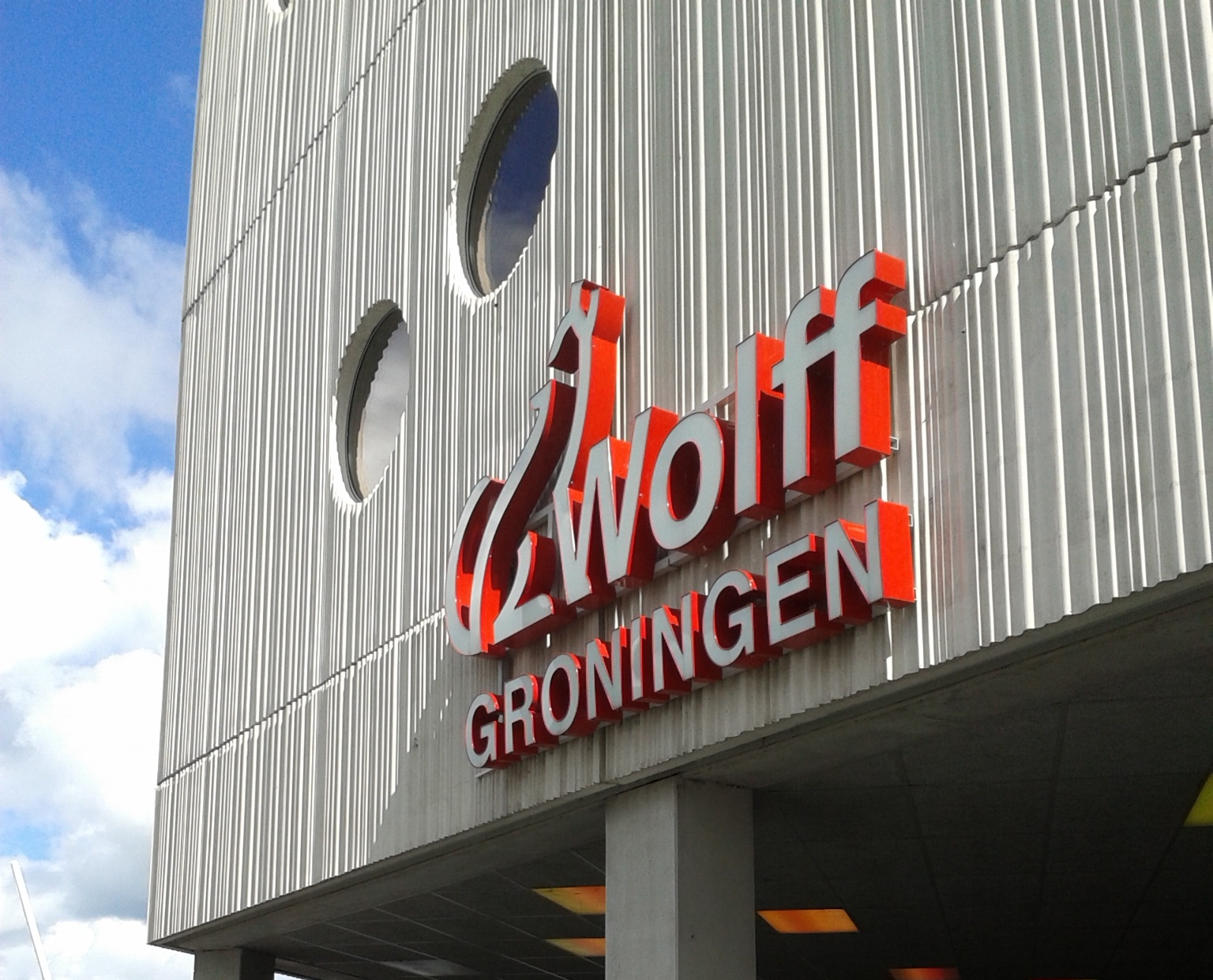
Wolff bioscoop te Groningen, locatie Euroborg

Wolff Bioscopen, was een bioscoopketen die sinds juli 2014 onderdeel is van Kinepolis Group N.V. Wolff Bioscopen stond voorheen bekend als Wolff Cinema Groep.
Het bedrijf werd circa 1939 opgericht door A.F. Wolff in Utrecht. Daar startte hij met de exploitatie van bioscoop Flora. Rond de Tweede Wereldoorlog volgden in die plaats Palace (tot de sluiting in 1991) en City. De Flora is in 1950 verbouwd en heropend onder de naam 'Camera'. Vervolgens werd er in 1956 de bioscoop 'Studio' aan gekoppeld. Op 31 maart 2015 sloot Wolff Camera haar deuren. Het was met haar 105 jaar de oudste in werking zijnde bioscoop in Nederland.
Bioscooponderneming A.F. Wolff BV werd in 2011 overgedragen aan Utrechtse Filmonderneming BV die in hetzelfde jaar een naamswijziging onderging tot Wolff Bioscopen Holding BV. Anno 2014 specialiseren ze zich op filmgenres, zo zijn er bijvoorbeeld commerciële bioscopen, art-houses en bioscopen waar alle genres aan bod komen. De bioscopen hebben ieder een eigen karakter. Dochteronderneming E.T. programmeerde voor een aantal aangesloten bioscopen.
In juli 2014 nam Kinepolis Group N.V. het bedrijf over dat tot die tijd binnen de familie Wolff was gebleven. In de overnameperiode werd gesproken over een bedrag van 16,8 miljoen euro inclusief enkele nieuwbouwprojecten.
Kinepolis Nederland exploiteerde anno 2015 in zes Nederlandse plaatsen acht bioscopen met in totaal 43 zalen: 2 locaties in Utrecht, 2 locaties in Enschede, en 1 in elk van de plaatsen Groningen, Huizen, Nieuwegein en Rotterdam. Wolff Cinerama aan de Westblaak te Rotterdam is als enige aangesloten bij Cineville.
Anno 2019 zijn er nog zeven open, maar de naam Wolff is uit het straatbeeld verdwenen.

## Bioscopen
Van de Wolff-bioscopen zijn er nog 7 in 5 steden open:
| Naam                | Plaats    | Aantal zalen | Aantal stoelen | Opmerking                                 |
| ------------------- | --------- | ------------ | -------------- | ----------------------------------------- |
| Wolff CineStar      | Enschede  | 10           | 2750           | Is nu Kinepolis Enschede.                 |
| Wolff Cineast       | Enschede  | 3            | 439            | Is nu Cineast Enschede.                   |
| Wolff Groningen     | Groningen | 10           | 1888           | Is nu Kinepolis Groningen.                |
| Wolff Huizen        | Huizen    | 4            | 783            | Is nu Kinepolis Huizen.                   |
| Wolff Cinerama      | Rotterdam | 7            | 1060           | Is nu Cinerama. Neemt deel aan Cineville. |
| Wolff City          | Utrecht   | 3            | 508            | Is nu Utrecht City.                       |
| Kinepolis Jaarbeurs | Utrecht   | 14           | 3300           |                                           |

## Toekomst
| Naam                | Plaats    | Aantal zalen | Aantal stoelen |
| ------------------- | --------- | ------------ | -------------- |
| Kinepolis Breda     | Breda     | 10           | 1700           |
| Kinepolis Dordrecht | Dordrecht | 6            | 1200           |